# João Capreolus

In libros sentenciarum amplissimae quaestiones, 1589

João Capreolus, em francês Jean Capréolus e em latim Johannes Capreolus (c. 1380 – 6 de abril de 1444), foi um teólogo dominicano francês e tomista.
Ele às vezes é conhecido como o Príncipe dos Tomistas. Pode-se dizer que seus Quatro Livros de Defesas da Teologia de São Tomás de Aquino provocaram um renascimento no tomismo.

## Vida
Apenas poucos detalhes de sua história pessoal são conhecidos. Nasceu e morreu na diocese de Rodez. Ele era um dominicano afiliado à província de Toulouse, e um capítulo geral de sua ordem em Poitiers, em 1407, designou-o para lecionar As Sentenças na Universidade de Paris. Ele começou em 1408 e alcançou sucesso.
No ano seguinte terminou a primeira parte de seu célebre comentário defensivo sobre a teologia de São Tomás de Aquino. Ele passou nos exames de graduação na Sorbonne em 1411 e em 1415. Depois de servir por algum tempo como regente de estudos em Toulouse, ele foi para Rodez, onde trabalhou em seus comentários, completando as três partes restantes em 1426, 1428 e 1433.

## Obra
No prefácio de um compêndio da obra de Capreolus de Isidoro de Isolanis, afirma-se que esses manuscritos escaparam por pouco da destruição pelo fogo, tendo sido salvos por um irmão leigo, para alegria do autor, então já idoso. A mesma autoridade descreve o comentador erudito como tendo uma devoção à Santíssima Virgem.
Embora sigam a ordem das Sentenças, os comentários de Capreolus são uma exposição calma, erudita e penetrante dos ensinamentos de São Tomás, bem como uma defesa abrangente contra diversos oponentes e críticos, incluindo Escoto, Henri de Gante, João de Ripa, Guido, o Carmelita, Aureolus, Durando, Gregório de Rimini, Guilherme de Ockham e outros nominalistas. Citações copiosas e adequadas mostram que o autor dominou Aristóteles e seu comentarista árabe, Averróis; mas uma fidelidade escrupulosa ao Doutor Angélico, que lhe valeu a extraordinária denominação de “Alma de São Tomás”, é a sua principal característica.
Não há nada no amplo campo das discussões doutrinárias de sua época que Capreolus não tenha estudado e elucidado, num estilo conciso e vigoroso. Seu trabalho é uma das conquistas duradouras da Escolástica.
Os comentários, com títulos ligeiramente variantes, foram publicados em quatro volumes em Veneza, 1483, 1514, 1519, 1589. Em 1881, o bispo Joseph Christian Ernest Bourret de Rodez, que fez da vida e das obras de Capreolus objeto de considerável pesquisa, sugeriu uma edição revisada criticamente dos comentários, que foi finalmente realizada pelos dominicanos. Sua publicação foi iniciada em Tours em 1900 sob o título: Johannis Capreoli Tholosani, Ordinis Praedicatorum, Thomistarum principis, Defensiones Theologiae Divi Thomae Aq.de novo editae cura et studio RR. PP. Ceslai Paban e Thomae Pegues. Os primeiros compêndios da obra de Paul Soncinas e de Silvestro Priero foram muito utilizados em sua época.